# Siphona verralli
Siphona verralli är en tvåvingeart som beskrevs av Wainwright 1928. Siphona verralli ingår i släktet Siphona och familjen parasitflugor. Inga underarter finns listade i Catalogue of Life.